# Ida Corr
Ida Corr (* 14. März 1977 in Aarhus) ist eine dänische Sängerin mit gambischen Wurzeln.

## Karriere
Im Alter von elf Jahren gewann Ida Corr den ersten dänischen Kinder-Grand-Prix (Børne Melodi Grand Prix "MGP"). Als junge Erwachsene machte sie Erfahrungen als Backgroundsängerin für Studioaufnahmen und Konzerte u. a. von dänischen Künstlern wie Gnags, Sanne Salomonsen, Thomas Helmig und Rasmus Nøhr.
2002 erlangte Corr Bekanntheit in Dänemark durch regelmäßige Auftritte in der populären Fernsehshow Venner for livet („Freunde für immer“) als Mitglied der kurzlebigen Girlgroup Sha Li Mar. Die Band veröffentlichte im gleichen Jahr ein Album.
Als Solokünstlerin gelang Ida Corr im Jahr 2004 der Durchbruch in ihrem Heimatland mit der Veröffentlichung ihrer Debütsingle U Make Me Wanna (feat. Ataf Khawaja). Im darauffolgenden Jahr veröffentlichte sie ihr Debütalbum Street Diva und 2006 kam ihr zweites Album Robosoul auf den Markt, an denen sie auch als Co-Produzentin und Songschreiberin beteiligt war. Aus dem letzten Album wurden Late Night Bimbo, Lonely Girl und Let Me Think About It als Singles ausgekoppelt.
Weltweite Bekanntheit erreichte sie im Sommer 2007 mit dem von Fedde Le Grand produzierten Remix zum Lied Let Me Think About It. Hierfür drehte sie ein Musikvideo in London. Sie konnte mit der Single in Großbritannien Platz 2 erreichen, im Jahr 2008 in den Vereinigten Staaten Platz 1 der Billboard Hot Dance Airplay Charts und sich auch im deutschsprachigen Raum in den Charts platzieren. Höchstplatzierung in Deutschland war Platz 14. Die Single hielt sich 2008 40 Wochen lang in den deutschen Verkaufscharts und wurde somit zum Titel, der sich 2008 am längsten in diesen Charts halten konnte. Der Titel erschien im selben Jahr auch auf dem Soundtrack zu Wild Child. 2009 folgten zwölf weitere Wochen in den Single-Charts Top 100.
Corr ist an den bekanntesten Festivals in Dänemark vertreten, wie dem Skanderborg Festival oder Roskilde. Sie nahm ebenfalls am Live-Earth-Konzert 2007 in Amsterdam, Niederlande teil, auf dem Corr zusammen mit Fedde Le Grand ihren gemeinsamen extra für Live Earth kreierten Song Mirror 07-07-07 präsentierten.
2008 veröffentlichte Corr ihr internationales Debütalbum One in Skandinavien, den Vereinigten Staaten von Amerika, Russland und Frankreich. Ein Jahr später wurde das Album auch im deutschsprachigen Raum veröffentlicht. Das Album ist eine Zusammenstellung der besten Songs ihrer beiden vorherigen Soloalben, das auch die letzten zwei Singles Let Me Think About It und Ride My Tempo enthält.
Ida Corr war parallel zu ihrer Solokarriere auch an der internationalen Band SugaRush Beat Company als Leadsängerin beteiligt, in der sie von 2005 bis 2009 mitwirkte. 2008 veröffentlichte die drei-köpfige Band ihr Debütalbum SugaRush Beat Company unter dem britischen Label RCA Records und digital in den Vereinigten Staaten. Aus dem Album sind die Singles L-O-V-E, They Said I Said und Love Breed hervorgegangen.
Im Januar 2009 erhielt sie neben Alphabeat einen Preis für den besten dänischen Künstler in Europa bei den European Border Breakers Awards in Groningen. Am 26. Januar 2009 erreichte Ida Corrs zweite Single Ride My Tempo aus dem Album One Platz 1 der Deutschen Dance Charts. Ein offizielles Musikvideo für die Single wurde im März 2009 veröffentlicht. Mit Time wurde in Skandinavien im Mai 2009 eine Teaser-Single zum kommenden vierten Album Under the Sun auf den Markt gebracht.
Die "Lead-Single" des Albums war I Want You, das in Deutschland zeitgleich zum Release des Albums One veröffentlicht wurde.
Am 16. Dezember 2009 nahm Ida an einem Konzert gegen den Klimawandel in Kopenhagen teil, das während der UN-Klimakonferenz COP-15 stattfand. Zusammen mit Simon Mathew sang sie das Lied Illusion, das von beiden Künstlern für eine WWF Klima-Kampagne geschrieben wurde.
Am 7. Januar 2011 stieg Corr zusammen mit Kato, Camille Jones und Johnson mit ihrer dänischsprachigen Single Sjus direkt auf Platz 1 der dänischen Singlecharts ein. Ida war fasziniert von der Idee Lieder in ihrer Muttersprache zu singen, so dass sie entschied ein paar Monate später eine neue Single mit dem Titel Musen Efter Katten zu veröffentlichen. Zeitgleich veröffentlichte Corr weltweit die englischsprachige Single What Goes Around Comes Around mit einem Musikvideo.
Im Frühling 2012 kam eine Kollaboration auf den Markt: See You Later von dem britischen DJ-Duo Bimbo Jones, das sich aus dem ursprünglichen Instrumentaltrack Questions mit den Vocals von Ida Corr in einen neuen Housetrack entwickelte. Es folgte die nächste Single Naughty Girl, die sowohl auf Dänisch als auch auf Englisch aufgenommen wurde. Am 20. August 2012 wurde Corr als neues Jurymitglied in der dänischen Adaption der Musikshow The X Factor bekannt gegeben und war von Januar bis März 2013 neben Anne Linnet und Thomas Blachman wöchentlich in der Sendung auf DR1 zu sehen. Im November 2012 kam Tonight I'm Your DJ featuring Fatman Scoop weltweit als Single auf den Markt, eine englischsprachige Version von Musen Efter Katten. Diese Single wurde aus dem Compilationalbum Singled Out ausgekoppelt, welches im Dezember 2012 im deutschsprachigen Raum veröffentlicht wurde.

## Diskografie

### Alben
- 2005: Streetdiva
- 2006: Robosoul
- 2008: One
- 2009: Under the Sun[39] (2011 in Deutschland)
- 2012: Singled Out[40]

### Singles
- 2004: U Make Me Wanna (feat. Ataf Khawaja)
- 2005: Make Them Beg
- 2005: Country Girl
- 2006: Lonely Girl
- 2006: Latenight Bimbo (feat. Bow Hunt)
- 2007: Mirror 07-07-07 (mit Fedde Le Grand)
- 2007: Let Me Think About It (versus Fedde Le Grand)
- 2008: Ride My Tempo
- 2009: Time[41] (VÖ in Skandinavien)
- 2009: I Want You[42]
- 2009: Under the Sun (feat. Shaggy)
- 2010: Time (VÖ im deutschsprachigen Raum)
- 2010: In the Name of Love (Remix)[43]
- 2011: Sjus (Kato feat. Ida Corr, Camille Jones & Johnson)
- 2011: What Goes Around Comes Around
- 2011: Musen efter katten
- 2012: Naughty Girl
- 2012: You Make My Heart Go (mit Havin Zagross & Alex Saja)
- 2012: See You Later (mit Bimbo Jones)[44]
- 2012: Tonight I’m Your DJ (feat. Fatman Scoop)
- 2013: Hold My Head Up High
- 2013: I Found Her
- 2013: Jungle Fever

## Auszeichnungen
- Danish Deejay Awards 2008
  - „Dänischer DJ-Favorit“ für Let Me Think About It
  - „Dänischer Clubhit des Jahres“ für Let Me Think About It[45]
- IMPALA Award 2008
  - „Goldene Schallplatte“ für Let Me Think About It für mehr als 100.000 verkaufte Tonträger in Europa[46]
- European Border Breakers Awards 2009
  - „Bester dänischer Künstler in Europa“[47]
- African Achievement Awards 2009
  - „Beste afrikanische Künstlerin“[48]
- Danish Deejay Awards 2012[49]
  - „The-Voice-Clubbing-Preis“ für Sjus (mit Kato, Camille Jones und Johnson)
  - „DK-Preis“ für Sjus (mit Kato, Camille Jones und Johnson)
  - „Dancechart.dk-Preis“ für Sjus (mit Kato, Camille Jones und Johnson)